# 온보드 진단기
온보드 진단기(On-Board Diagnostics), 또는 OBD는 자동차 산업이 사용하는 용어로 차의 상태를 진단하고 결과를 알려주는 장치이다. 최근에 생산되는 자동차는 여러 가지 계측과 제어를 위한 센서를 탑재하고 있고, 센서들은 ECU(Electronic Control Unit)가 제어하고 있다. ECU의 원래 개발 목적은 점화시기와 연료 분사, 가변 밸브 타이밍, 공회전, 한계값 설정 등 엔진의 핵심 기능을 정밀 제어하는 것이었으나 차량과 컴퓨터 성능의 발전과 함께 자동변속기 제어를 비롯해 구동계통, 제동계통, 조향계통 등 차량의 모든 부분을 제어하고 있다. 이러한 전자 진단 시스템은 거듭 발전해, 최근 OBD-II(On-Board Diagnostic version II)라는 표준 진단 시스템이 되었다.

## 목적
최초 OBD I의 목적은 자동차 제조사가 자동차의 사용 기간 동안 신뢰할 수 있는 배출가스 제어 시스템을 만드는 것이었다. 캘리포니아에서 연간 배출가스 시험에 통과하지 못하는 차량을 등록 하지 못하게 해 운전자가 시험을 패스하는데 더 믿을 만한 차량을 구매하게 하는 것이 희망 사항이었다. OBD I에 대한 이러한 기대는 대체적으로 성공하지 못하고, 배출가스 진단 정보는 신뢰할 만한 것이 아니었다. 믿을 만하고 표준화된 배출가스 정보를 모든 차량에서 얻는 기술의 어려움이 연간 시험 프로그램을 효과적으로 실행하기 어렵게 했다. OBD II는 차량의 배출가스 진단과 고장 정보를 하나의 기기로 모든 차량에서 검색할 수 있고, 안전 및 샤시의 고장 정보 확인과 검색이 가능하여 자동차의 소유자와 수리 기술자가 고장을 더 빨리 파악하고 접근하게 해 준다

## 의의
OBD 표준은 자동차에 부착된 센서들로부터 ECU로 전달된 자동차의 주요 계통에 대한 정보나 고장등의 정보를 직렬 통신기능을 이용하여 자동차의 콘솔이나 외부장치에서 볼 수 있도록 한 기능이다. 이러한 표준의 제정으로 인하여 자동차의 진단이 손쉽게 되었으며, 향후 자동차의 자동화된 진단 시스템이라는 새로운 시장을 창출할 것으로 예상된다

## 역사
자동차의 전자장치에 대한 연구는 1970년대부터 이루어져 왔으며, 1990년대 이후 전자산업의 급격한 발전으로 인하여 엔진제어, 본체의 부품에 대한 모니터링, 본체와 부가 장치의 점검, 자동차의 네트워크 진단 제어 등과 같은 분야에서 많은 성과를 보이고 있다. 최근에는 보다 정밀한 자동차 진단을 목적으로 부품과 통신장치에 대한 표준안 제정에 대한 연구가 활발하게 진행되고 있다.
1970년대에 들어와서 환경오염이 심각한 사회문제가 되면서 환경에 대한 관심이 증가하게 됨에 따라 미국 환경보호국 (Environmental Protection Agency: EPA)이 설립되었다. EPA는 환경오염원인 자동차의 환경오염 물질 배출을 제한하기 위한 목적으로 새로운 표준을 제정하였으며, 자동차 제조 회사들은 이 표준에 근거하여 자동차의 연료공급 장치와 점화 장치를 전자식으로 제어하는 방법을 고안하게 되었다. 나아가 1988년 미국 자동차 공업 협회(Society of Automative Engineers: SAE)는 진단 테스트 신호를 처리하는 표준 플러그 커넥터와 온보드 진단 프로그램 표준인 OBD를 제정하였으며, OBD 표준은 그 후 보완을 거쳐 OBD-1.5, OBD-II라는 이름의 표준으로 발전하였다
특히 2005년 1월부터는 국내에서 판매되는 모든 승용 자동차에 대하여 OBD-II 시스템의 장착이 의무화되었다. 이에 따라 OBD-II 시스템 관련시장은 매년 급격하게 증가할 것으로 예상된다. 또한 자동차의 보급과 함께 환경오염에 관한 문제가 심각하게 대두되면서 OBD-II는 배출가스 관련 관리기능이 보다 강화된 형태로 보급될 것으로 예상된다. 즉 배출가스관련 부품에 이상징후가 발견되면 OBD-II 센서가 자동차의 ECU에 신호를 전달, ECU가 계기판에 엔진 체크등을 들어오게 하여, 배출가스 과다 배출을 사전에 감지, 운전자로 하여금 관리토록 하는 시스템으로까지 발전되고 있다.
- 1969: VW 최초로 on-board 스캔 기능을 선보임.
- 1975: Datsun 280z 일반 소비자를 위한 자동차에 온보드 컴퓨터가 탑재되어 출현하였다. 주된 탑재 이유는 연료분사시스템을 실시간으로 튜닝하려는 목적이었다. 초기의 온보드 진단기는 매우 단순한 형태로 이 당시만 하더라도 온보드진단기가 무엇을 모니터링하고 어떻게 이를 보고할 것인가에 대한 명확한 개념이 없었다.
- 1982: 제너럴 모터스사는 독자적인 인터페이스와 통신 프로토콜을 구현하였다. 제너럴 모터스사에서 구현한 초기의 ALDL(assmebly line diagnostic links) 프로토콜은 160 보드(baud)의 진폭 모듈레이션(Pulse-width modulation,PWM) 신호방식과 몇 개의 자동차 시스템만을 감시하는 프로토콜이었다.
- 1986: 8192 보드의 반이중 신호방식으로 된 ALDL(assmebly line diagnostic links) 프로토콜을 업그레이드한 버전이 출현하였으며, 이 프로토콜은 GM XDE-5024B에서 정의하였다.
- ~1987: 캘리포니아주 공기 자원 위원회(California Air Resources Board,CARB)에서는 제조회사에서 1988년 이후 캘리포니아주에서 판매되는 모든 자동차에 대하여 기본적인 온보드진단기를 탑재하도록 의무화하였다.

## OBD-II 프로토콜의 표준화와 고장진단
OBD-II 표준에 의하여 모든 자동차는 표준화된 고장진단코드(Diagnostic Trouble Codes)와 접속 인터페이스(ISO J1962)를 채택하고는 있으나, 역사적인 배경에 의하여 상이한 5가지 전자적인 신호가 존재하며 이러한 신호 체계는 개발자들에게 큰 부담을 주게 되었다. 이러한 비호환성 문제를 해결하기 위하여 2008년부터 세계최대의 자동차 시장인 미국시장에서 판매되는 모든 자동차는 ISO 15765-4라는 표준을 사용하도록 규정되었다. 이에 따라 향후 유럽과 한국 시장도 단수 표준으로 나아갈 것으로 예상된다.
자동차의 ECU와 외부 장치를 연결하는 커넥터도, OBD-II 표준 이전에 제작된 자동차의 경우 대쉬보드나 후드의 아래쪽 등 다양한 위치에 있었으나, OBD-II 표준에 의하여 제작된 자동차는 운전석이 있는 계기판 아래쪽 혹은 재떨이 부근위치로 그 위치가 제한되어 있어 일반인들도 손쉽게 커넥터를 찾을 수 있게 되었다.
현재 사용 중인 표준인 ISO J1962 커넥터와 외부 스캐너를 연결할 경우 PC나 PDA 등에 설치된 스캔 소프트웨어와 OBD-II 표준을 이용하여 ECU와 통신할 수 있다. OBD-II 스캔 시스템은 자동차 배기가스의 수준과 특정 실린더의 실화(Misfire)나 삼원촉매장치 이상 등의 기능에 대한 점검(진단)이 가능하다.
OBD-II는 자동차에 고장이 발생할 경우 5자리의 고장진단코드를 통하여 고장 내용을 알려준다. 고장의 종류와 고장코드 역시 표준화되어 있으며 일반 자동차 정비업소에서는 OBD-II 표준으로 정의된 고장 코드를 이용하여 자동차의 이상을 쉽게 감지하여 수리시에 적용한다

## OBD-II 진단 단자
OBD II에서는 표준화된 16핀 단자를 규격화한다. 가끔 차량 후드 아래에 위치하던 OBD I의 단자와 달리 OBD II의 단자는 steering wheel에서 2 feet 이내에 위치해야 한다.(제조사에 의해 예외가 적용되는 경우를 제외하지만, 이 경우에도 운전자에 의해 접근이 가능한 위치여야 한다.) SAE J1962가 핀에 대해서 정의한다.

## 같이 보기
- 엔진 제어 장치
- 이모빌라이저